# Скептух
Скептух (груз. სკეპტუხი) — дворянский титул в древнегрузинском царстве Колхиде, дословно означающий «скипетроносец», аналогичный иберийским эристави. Его получали вожди крупных союзных племён, военачальники, сановники, регенты царя и губернаторы колхидских провинций-скептухий.
Некоторые древнегреческие авторы используют это же слово применительно к сарматским правителям, родо-племенным вождям северокавказских племен и дворянам Ахеменидской империи
Вполне допустимая версия из адыгского шъхьэпсухо,  буквально глава (шъхьэ) общины (псухо). Сохранялось вплоть до 19 века на Западном Кавказе. " Каждое из этих обществ делится на большее или меньшее число общин (псухо). Общины независимы друг от друга и связаны между собою союзами, дружбою и семейными связями. Величина псухо, или общин, неравная: в каждом псухо считается от четырех до десяти деревень. Каждое псухо управляется своею мирскою сходкою (за-уча), где обслуживаются и решаются все вопросы общины." - Адаты черкес Кубанской области Леонтович том 1. 